# Пандо Шангов
Пандо Г. Шангов е български революционер, деец на Вътрешната македоно-одринска революционна организация.

## Биография
Пандо Шангов е роден в леринското село Горничево, тогава в Османската империя, днес Кели, Гърция. Влиза във ВМОРО. Четник е на Тане Стойчев и Дзоле Стойчев в продължение на 5 години. След Младотурската революция в 1908 година се легализира, но след възстановяването на ВМОРО отново се заема с революционна дейност. При избухването на Балканската война в 1912 година е доброволец в Македоно-одринското опълчение. След Междусъюзническата война в 1913 година емигрира в САЩ.